# Рибкіно (Калінінградська область)
Рибкіно (рос. Рыбкино) — селище Полєського району, Калінінградської області Росії. Входить до складу Тургенєвського сільського поселення.
Населення —  43 особи (2015 рік). 

## Населення
| 2002 | 2010 |
| ---- | ---- |
| 35   | ↗43  |